# إميل ريلكه
إميل ريلكه (بالتشيكية: Emil Rilke)‏ (19 نوفمبر 1983 أوستي ناد لابم التشيك - ) هو لاعب كرة قدم تشيكي يلعب كلاعب وسط.

## وصلات خارجية
إميل ريلكه على موقع الاتحاد الدولي (مؤرشف)  (الإنجليزية)
- إميل ريلكه على موقع الاتحاد التشيكي (الإنجليزية)
- إميل ريلكه على موقع قاعدة بيانات كرة القدم.إي يو (الإنجليزية)
- إميل ريلكه على موقع بيانات كرة القدم. دي إي (الألمانية)
- إميل ريلكه على موقع عالم كرة القدم.نت (الإنجليزية)